# Germanizacja Polaków w okresie zaborów

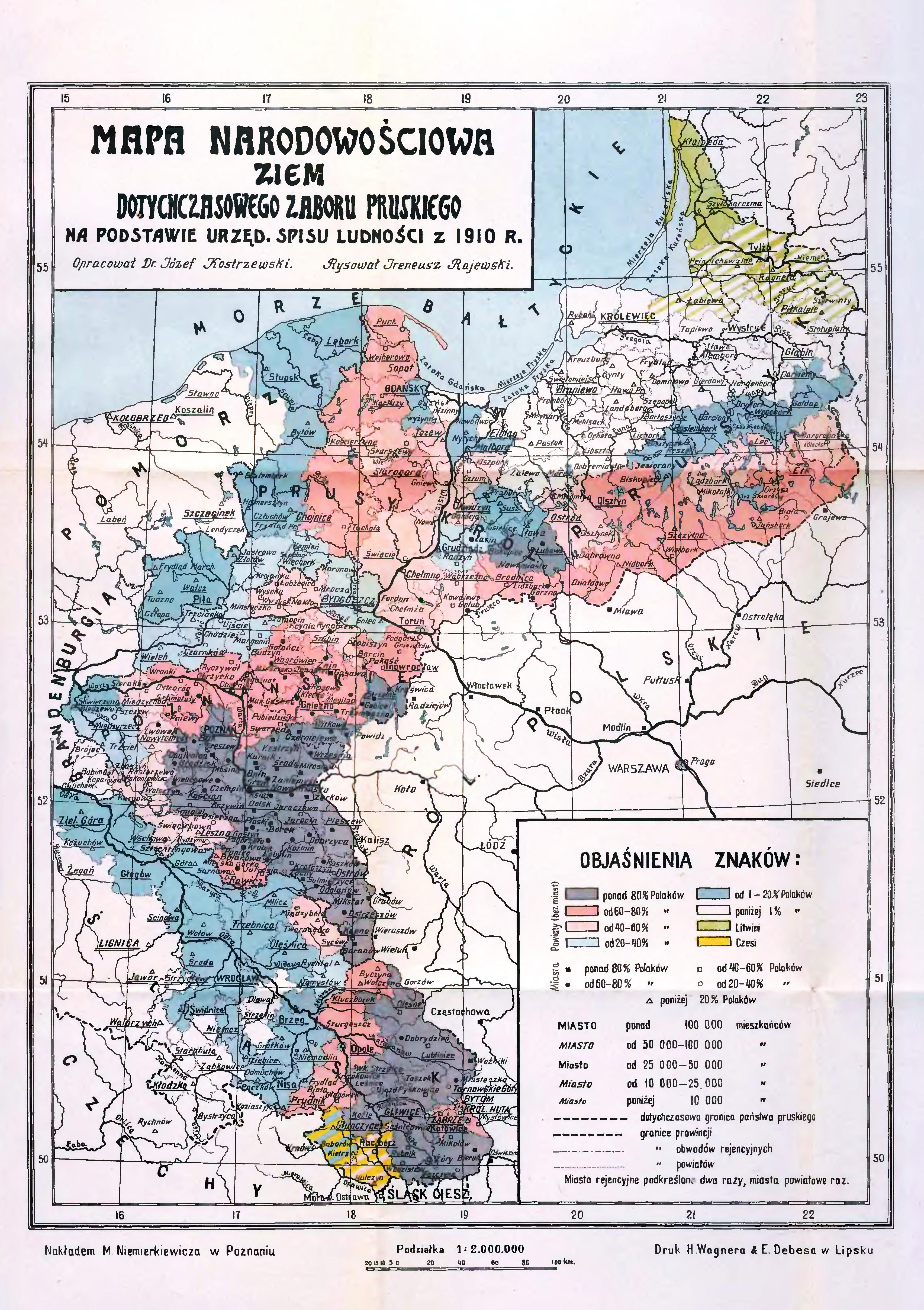
Mapa językowa ziem zaboru pruskiego, dawnych Prus Książęcych i pruskiej części Górnego Śląska oraz niektórych terenów Dolnego Śląska i Pomorza Zachodniego (tereny nie należące do zaboru pruskiego) na podstawie urzędowego pruskiego spisu ludności z 1910 r. (w spisie deklarowało się używany język, a nie narodowość). Sporządzona przez Józefa Kostrzewskiego i Ireneusza Rajewskiego 1919

Germanizacja na ziemiach polskich w okresie zaborów – polityka Prus polegająca na rozpowszechnieniu wśród mieszkańców ziem zajętych w wyniku rozbiorów języka niemieckiego. Akcję germanizacyjną w ramach Kulturkampfu nasilił Otto von Bismarck.

## Tło historyczne
Cały proces germanizacji na ziemiach polskich był powolny i odbywał się przez stulecia pod różnymi postaciami.
Nowożytna polityka germanizacyjna wobec ludności polskiej w Prusach rozpoczęła się jeszcze (pomijając procesy germanizacji w średniowieczu i późniejsze) na długo przed rozbiorami państwa polskiego, a dokładnie od zajęcia w 1740 roku przez króla pruskiego Fryderyka II Wielkiego niemal całości obszaru ziem Górnego Śląska. W momencie wkraczania wojsk pruskich na te tereny przeważała na nich znacząco ludność polskojęzyczna, świadczą o tym chociażby zapiski urzędników pruskich, którzy notowali panujące ówcześnie na tym obszarze warunki językowo-obyczajowe. Już w 1744 roku zaprowadzono na terenie Śląska wprowadzono język niemiecki, jako jedyny język w sądownictwie. W 1754 roku wprowadzono zakaz zatrudniania w szkołach nauczycieli bez znajomości języka niemieckiego, a w 1763 powszechny obowiązek nauczania tego języka we wszystkich szkołach podstawowych, rok później zwolniono wszystkich nauczycieli, którzy nie rozumieli mowy niemieckiej. Ważną rolę w germanizacji Górnego Śląska odegrała także akcja osadnicza, tak zwana kolonizacja fryderycjańska. W samym tylko roku 1763 osiedlono na Górnym Śląsku 61 tysięcy, zaś przez następne 40 lat około 110 000 osadników niemieckich.

## Okres zaborów
Germanizacja nie ustała po dokonaniu rozbiorów państwa polskiego, władze pruskie zdając sobie sprawę z powszechnej obecności ludności polskiej na podbitych ziemiach przystąpiły do kolejnej fali ograniczeń i represji wobec Polaków.

### Konflikt protestancko-katolicki

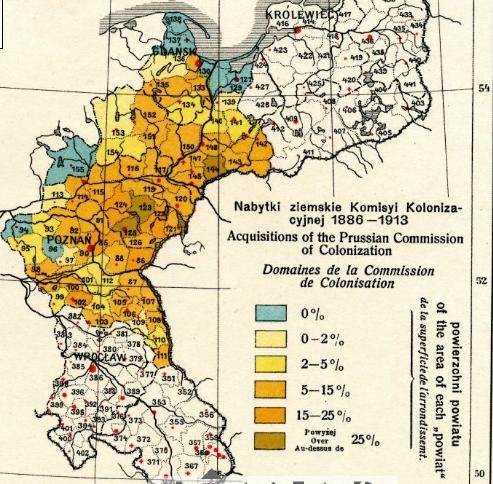
Nabytki ziemskie Komisji Kolonizacyjnej w latach 1886-1913.

W 1810 roku wydano zakaz używania języka polskiego na nabożeństwach odprawianych w kościołach ewangelickich, nakazując język niemiecki. Wprowadzono zakaz studiowania na zagranicznych uniwersytetach i pielgrzymowania do Częstochowy, zmieniono granice diecezji, a dekanaty bytomski i pszczyński wcielono do diecezji wrocławskiej, wszystko po to, aby ograniczyć kontakty wiernych i duchowieństwa z biskupstwem krakowskim.
Na ziemiach polskich zagarniętych przez Królestwo Prus Kościół został całkowicie podporządkowany państwu, a klasztory skasowane. Choć sekularyzacja była motywowana kryzysem finansowym skarbu pruskiego na skutek klęski w wojnach z Napoleonem, jej efektem było zmniejszeniu roli religii w społeczeństwie. Główny nacisk został położony na odizolowanie Kościoła katolickiego od Stolicy Apostolskiej. Majątek kościelny został odebrany i przejęty przez zaborcę, a biskupi katoliccy zmuszeni do składania przysięgi na wierność królowi pruskiemu. Rząd pruski podjął na szeroką skalę akcję germanizacji językowej i protestantyzacji ziem polskich, polegającą m.in. na sprowadzaniu z głębi Prus protestantów, i osiedlaniu ich na anektowanych terenach I Rzeczypospolitej.
Po przegranej wojnie Prus z Napoleonem na początku XIX wieku na ludność polską i jej język spadła kolejna fala ograniczeń przejawiających się w nakaz stosowania języka niemieckiego i w próbie likwidacji polskojęzycznych katolickich nabożeństw. Także szybki rozwój górnośląskiego przemysłu ciężkiego i kopalń w XIX wieku odegrał znaczącą rolę w procesie germanizacji, bowiem władze zakazały właścicielom zatrudniać w górnictwie osób, które nie znają języka niemieckiego.
Germanizacja w zaborze pruskim przechodziła różne fazy. Po okresie liberalnego kursu (1815–1830) nastąpiło zaostrzenie germanizacji w Wielkim Księstwie Poznańskim przez Edwarda Flottwella (1830–1840). W latach 1841–1849 proces ten uległ wyhamowaniu, by znów wystąpić w okresie rządów reakcji (1850–1870). Wśród aktów prawnych obowiązujących na terenie całego państwa pruskiego charakter germanizacyjny miało rozporządzenie z 1819 roku, które stanowiło, że „we wszystkich bez wyjątku szkołach obcojęzycznych musi się udzielać uczniom pełnej nauki w języku niemieckim i nie wolno zabronić żadnemu nauczycielowi ani uczniowi posługiwania się tym językiem w obrębie szkoły”.

### Sytuacja po zjednoczeniu Niemiec

Mapa językowa Prowincji Poznańskiej (1910)

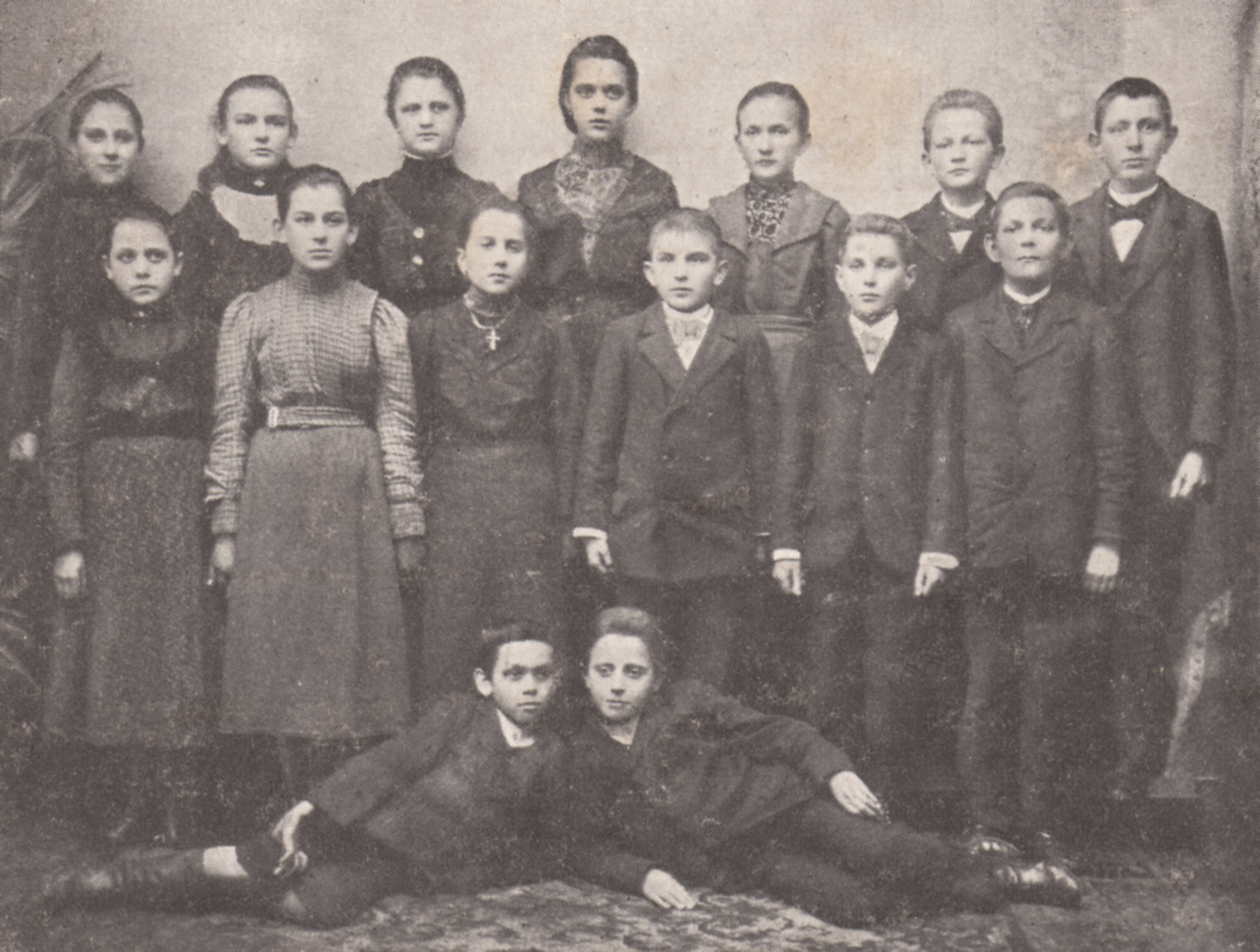
Uczestnicy strajku dzieci wrzesińskich, u góry pośrodku Bronisława Śmidowicz

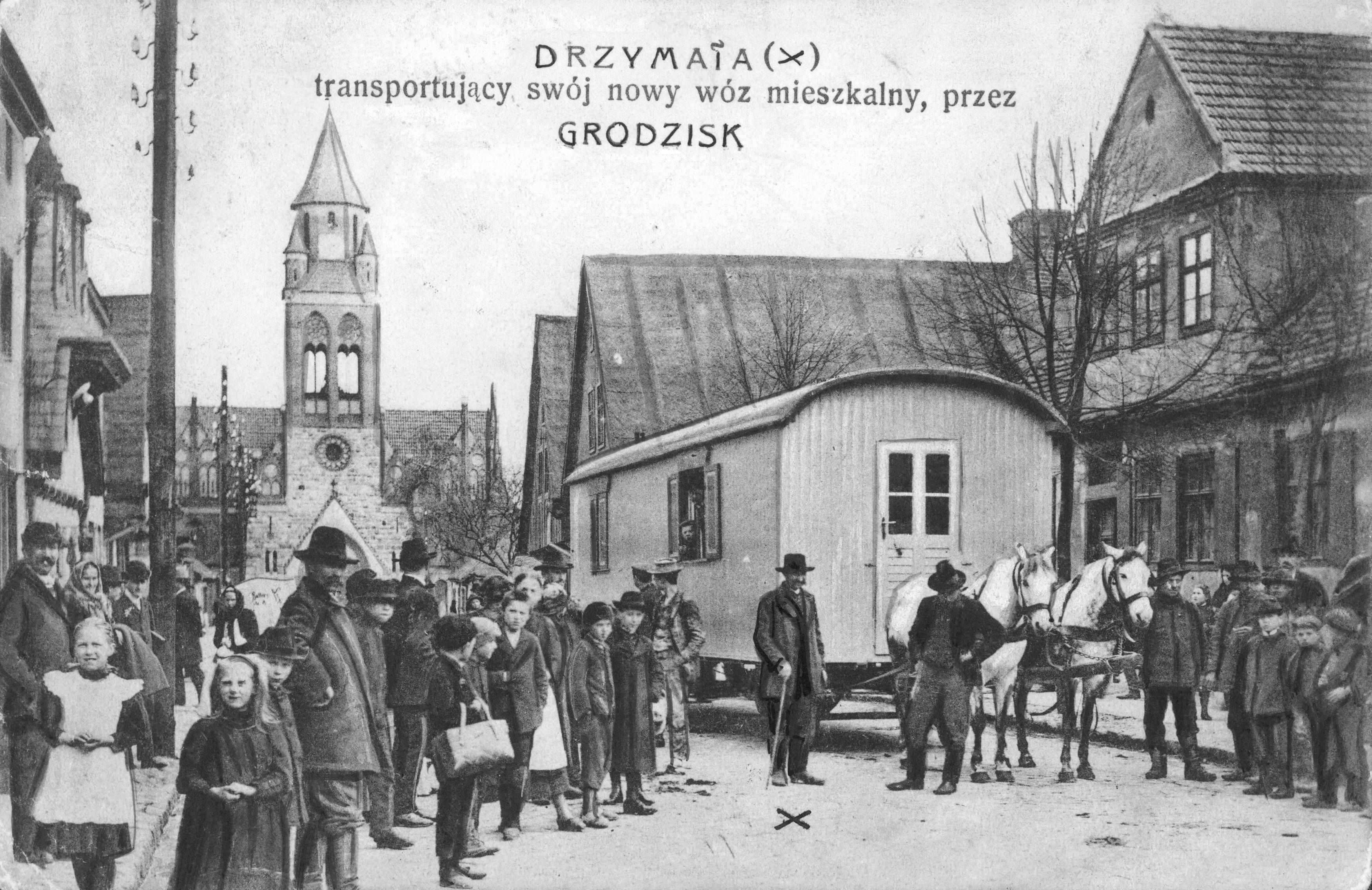
Michał Drzymała i jego wóz w Grodzisku Wielkopolskim

Objęcie stanowiska kanclerza Rzeszy przez Ottona von Bismarcka spowodowało kolejne zaostrzenie polityki germanizacyjnej na ziemiach polskich. Skierowana ona była przeciw polskojęzycznemu szkolnictwu, a w szczególności Kościołowi katolickiemu (w ramach Kulturkampf, czyli dążenia do ograniczenia wpływów Kościoła katolickiego w całym państwie, rozpoczętego w 1871 roku). W latach 1872–1874 prawie całkowicie wyrugowano język polski ze szkół. Nauczycieli polskojęzycznych usuwano, a na ich miejsce zatrudniano osoby niemieckojęzyczne. W 1876 roku wycofano ostatecznie język polski z sądownictwa i urzędów na całym obszarze ziem zaboru pruskiego, zastępując go jednolitym dla całej Rzeszy językiem niemieckim. Arcybiskup Mieczysław Ledóchowski starał się nie dopuścić do pogorszenia stosunków z władzami niemieckimi. Na skutek prześladowań duchowieństwa doszło jednak do konfliktu. Ledóchowskiego uwięziono (1874), ponieważ sprzeciwił się ustawie z 1873 roku uzależniającej Kościół od państwa. W 1887 władze pruskie usunęły język polski jako osobny przedmiot.
W 1885 roku rozpoczęto tzw. rugi pruskie, zarządzenia polecające deportację ze wschodnich prowincji państwa wszystkim  nie posiadającym obywatelstwa. Dotknęły ogólnie około 26 tys. osób, przede wszystkim robotników i rzemieślników, w tym około 8 tysięcy z Górnego Śląska.
Po dymisji Bismarcka nastąpiło przejściowe złagodzenie polityki germanizacyjnej (tzw. era Capriviego, 1890–1894). Germanizacja wzmogła się znów po 1894, przybrała postać tzw. hakatyzmu i trwała do I wojny światowej.
Gdy nakazano naukę religii po niemiecku w szkole we Wrześni w 1901 r., 118 uczniów się zbuntowało. Wybuchł strajk dzieci wrzesińskich.
W 1904 r. weszła w życie ustawa budowlana o osadnictwie (bez zgody władz niemieckich nie wolno było budować stałych budynków – zgody takiej odmawiano m.in. Michałowi Drzymale).
W 1908 r. niemiecki parlament przegłosował ustawę o stowarzyszeniach, która w pkt. 12 (tzw. Paragraf kagańcowy) zakazywała używania na zgromadzeniach publicznych języka polskiego w miejscowościach, w których mieszkało mniej niż 60% osób polskojęzycznych. W tym samym roku przegłosował też „ustawę wywłaszczeniową” o przymusowym wykupie ziemi z rąk Polaków (nie weszła jednak w życie wskutek protestów opinii międzynarodowej).
Proces germanizacji odcisnął także piętno na polskich nazwiskach. W samym tylko Gdańsku w okresie od 1874 do 1944 roku urzędowo zmieniono 24 810 nazwisk polskich. Praktyka ta polegała m.in. na wyrażaniu nazwisk polskich za pomocą niemieckich odpowiedników (tłumaczenie), zapisywaniu fonetyki polskiej zgodnie z zasadami pisowni niemieckiej oraz zmianie elementu nazwiska, np. przyrostka. Dlatego nie każde obco brzmiące nazwisko jest jednoznacznym dowodem, że dana rodzina ma cudzoziemskie korzenie.

## Polscy działacze i działaczki społeczni przeciwstawiający się germanizacji
- Jerzy Samuel Bandtkie – Śląsk
- Stefan Cegielski – Wielkopolska
- Dezydery Chłapowski – Wielkopolska
- Adam Cienciała – Śląsk Cieszyński
- Jerzy Cienciała – Śląsk Cieszyński
- Andrzej Cinciała – Śląsk Cieszyński
- Franciszek Dobrowolski – Wielkopolska
- Michał Drzymała – Wielkopolska
- Gustaw Gizewiusz – Mazury
- Wawrzyniec Hajda – Górny Śląsk
- Szczepan Keller – Kaszuby
- Wojciech Korfanty – Górny Śląsk
- Bronisław Koraszewski – Górny Śląsk
- Wojciech Kubanek – Wielkopolska
- Jan Kubisz – Śląsk Cieszyński
- Juliusz Ligoń – Górny Śląsk
- Józef Lompa – Górny Śląsk
- Józef Londzin – Śląsk Cieszyński
- Józef Łepkowski – Górny Śląsk
- Stanisław Machorski – Ziemia Chełmińska
- Antoni Macoszek – Górny Śląsk
- Karol Miarka – Górny Śląsk
- Franciszek Michejda – Śląsk Cieszyński
- Jan Michejda – Śląsk Cieszyński
- Bibianna Moraczewska – Wielkopolska
- Adam Napieralski – Górny Śląsk
- Teodor Pestka - Pomorze
- Filip Robota – Górny Śląsk
- Józef Rostek – Górny Śląsk
- Helena Rzepecka – Wielkopolska
- Adam Sikora – Śląsk Cieszyński
- Emanuel Smołka – Górny Śląsk
- Paweł Stalmach – Śląsk Cieszyński
- Józef Szafranek – Górny Śląsk
- Aniela Tułodziecka – Wielkopolska
- Zofia Tułodziecka – Wielkopolska
- Ignacy Świeży – Śląsk Cieszyński
- Józafat Zielonacki – Wielkopolska